# Свјежа вода
Свјежа вода (екав. свежа вода) је природно стање воде на земљиној површини у леденим штитовима, леденим капама, ледницима, леденим бреговима, барама, језерима, ријекама и потоцима, као и у подземљу у виду подземне воде у изданима и подземним потоцима. Свјежа вода се генерално карактерише ниском концентрацијом растворених соли и других потпуно растворених чврстих материја. Термин посебно искључује морску и брактичну воду, иако не укључује воде богате минералима.
Термин слатка вода (од шп. agua dulce) се користи како би се описала свјежа вода као супротност сланој води, док термин свјежа вода нема исто значење као питка вода. Већи дио површинских свјежих вода и подземних вода није погодна за пиће без неког облика пречишћавања због присуства хемијских или биолошких загађивача.